# 内田ゆか
内田 ゆか（うちだ ゆか、1986年9月10日 - ）は、東京都出身の元グラビアアイドル、女優。身長166cm、バスト84cm、ウェスト57cm、ヒップ85cm。趣味は銭湯めぐり/カラオケ、特技は水上オートバイ、簿記。アルマット所属。旧名は佐川 ゆか。

## 出演

### グラビア
- MOTO-MOTO（造形社）
- ワールドジェットスポーツマガジン（ワールドジェットスポーツ社）
- g-girl（角川書店）
- Kissui（英知出版）
- ヤングジャンプ（集英社）

### テレビ
- SDM発!（2005年、フジテレビ）第2回フジムスメオーディション最終候補
- デジ屋台（2005年、放送衛星）
- ギャルサー（2006年、日本テレビ） - ネネ 役
- 金曜エンタテイメント 所轄刑事3（2007年、フジテレビ）
- 拝啓、父上様第11話（2007年、フジテレビ）
- ライアーゲーム（2007年、フジテレビ）
- 土曜ワイド劇場 おとり捜査官・北見志穂16（2012年、テレビ朝日） - 藤本まなみ 役

### CM
- ミンティア（MINTIAガールズの一員。）
- キリンビバレッジ「生茶」（タイ王国のみ）
- 大正製薬「大正漢方胃腸薬」 食べる前にノム篇
- AXEエフェクト（ユニリーバジャパン）
- 平和 綱取物語（2007年）
- BBIQ（九州電力）

### 映画
- 怪談 (2007年)
- 草食系男子。 (2009年)

### ラジオ
- 有線ラジオ「桜井由香理のアイドル探偵団」「アジアン美少女ファイル」

### PV
- 藤木直人「HEY!FRIENDS」
- 自動車教習用映像（テクニカAV）

### 舞台
- ウルトラマンプレミアステージ3 「希望の光」（2009年5月2 - 5日、中日劇場） - シャーラン 役

### その他
- SEA-DOOイメージガール（2005年）